# جوائز كونكس
جوائز مؤسسة كونكس، أو ببساطة جوائز كونكس هي الجوائز الثقافية من مؤسسة كونكس لتكريم الشخصيات الأرجنتينية الثقافية.

## التاريخ والغرض
يتم منح جوائز كونكس من قبل مؤسسة كونكس، التي أنشئت في عام 1980 في الأرجنتين. تهدف المؤسسة إلى تشجيع وتحفيز ودعم والمشاركة بأي طريقة ممكنة في المبادرات والأعمال والمؤسسات والشركات الثقافية أو التربوية أو الفكرية أو الفنية أو الاجتماعية أو الخيرية أو الرياضية أو الرياضية، في أكثر جوانبها أهمية. ولتحقيق أهدافها، أنشأت المؤسسة جوائز كونكس لتُمنح للشخصيات والمؤسسات التي تتميز عن إنجازاته في مجال من المجالات المذكورة. تم
تأسست جوائز كونكس عام 1980 ليتم منحها سنويًا حتى تكون في المستقبل مكان لزراعة أسماء الشخصيات والمؤسسات المعاصرة الأكثر تميزًا في كل مجال، والتي تشكل الطيف الثقافي للأمة، وتكون مثالًا لشباب الأمة. تقدم مؤسسة كونكس كل عام تلك الجوائز في أنشطة مختلفة في الدولة، في دورات تتكرر كل عشر سنوات. في البداية وفي فترة السنوات العشر الممتدة من 1980 إلى 1989 ، حصلت هذه الشخصيات على جوائز لإنجازاتهم طوال حياتهم. واعتبارًا من 1990 إلى 1999 ، كانت إنجازات الحصول على الجوائز تمثل آخر عشر سنوات من النشاط. من عام 2000 إلى 2009 تتكرر هذه الدورة، وسوف تتكرر إلى أجل غير مسمى.

## مجالات الجائزة
- 1980 1990 2000 2010 الرياضة
- 1981 1991 2001 2011 الترفيه
- 1982 1992 2002 2012 الفنون البصرية
- 1983 1993 2003 2013 العلوم والتقنية
- 1984 1994 2004 2014 الأدب
- 1985 1995 2005 2015 الموسيقى الشعبية
- 1986 1996 2006 2016 العلوم الإنسانية
- 1987 1997 2007 2017 التواصل، الصحافة
- 1988 1998 2008 2018 المؤسسات، المجتمع الريادة
- 1989 1999 2009 2019 الموسيقى الكلاسيكية

## الاختيار والجوائز
كل عام يتم تعيين لجنة تحكيم كبرى تضم 20 عضوًا. الأعضاء هم متخصصون في مواضيع محددة يتلقون الجائزة، ويقومون بتعيين رئيسهم الخاص. يستبعد أعضاء لجنة التحكيم أنفسهم من اختيارهم لجائزة كونكس؛ لفتة تؤكدها المؤسسة وتشكرها بشكل خاص للغاية. كل عام يتم تصنيف النشاط الحاصل على جائزة من قبل لجنة التحكيم الكبرى إلى 20 تخصصًا. تختار لجنة التحكيم الكبرى المستلمين للجوائز التالية:
- وسام استحقاق كونكس
- وسام كونكس البلاتيني
- وسام كونكس الماسي
- وسام الشرف
- ميركوسور كونيكس

## قائمة الفائزين
- قائمة الفائزين بجوائز كونكس

## روابط خارجية
- الفائزين بجوائز Konex .
- الموقع الرسمي لمؤسسة كونيكس .
- جوائز تاريخ كونكس نسخة محفوظة 10 مارس 2016 على موقع واي باك مشين. في كلارين (بالإسبانية)